# Kürzezeichen
Unter Kürzezeichen versteht man in der Graphematik (ähnlich auch in der Typografie) die Verwendung von Buchstaben (Graphemen) oder diakritischen Zeichen, die eine bestimmte Auswirkung auf die Aussprache des vorangehenden Vokalbuchstabens bzw. des dazugehörigen Grundbuchstabens haben (seiner Aussprache wird das phonologische Merkmal /+kurz/ zugeordnet). Im Deutschen geht es dabei in der Regel um die Verdoppelung von Konsonantenbuchstaben: Durch den Doppelkonsonantenbuchstaben wird der vorangehende Vokal in einem Wort schneller (kürzer) ausgesprochen, als in einem Wort, das nur mit dem entsprechenden einfachen Konsonantenbuchstaben geschrieben wird.
- Beispiele: Koffer, kullern, lassen

(in der deutschen Rechtschreibung in der Schweiz ist ss aber kein Kürzezeichen; es dient hier vielmehr generell anstelle von ß der Darstellung des stimmlosen s-Lautes: ss kommt hier auch nach langen Vokalen vor, z. B. grüssen.)
Nicht jede Konsonantenverdoppelung ist jedoch ein Kürzezeichen.
- Beispielsweise bei zusammengesetzten Nomen: Sommerregen; Kofferraum